# ریو (سکه طلا)

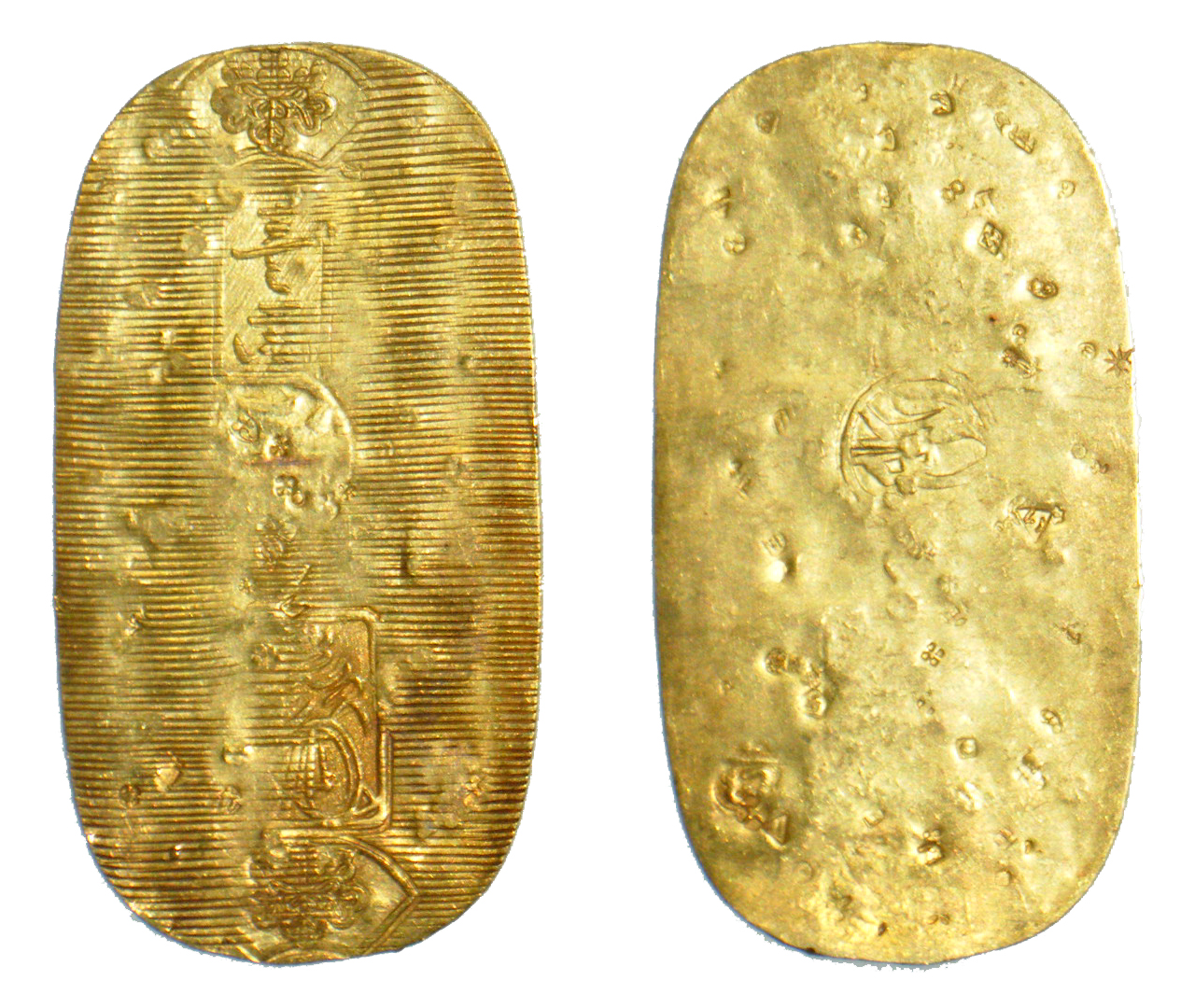

ریو (به ژاپنی: 両 Ryō) یک واحد پول طلا در واحدهای اندازه‌گیری ژاپنی در سیستم قبل از دوره میجی ژاپن بود. سرانجام با سیستمی مبتنی ین ژاپن جایگزین شد.